# Ruma (Steinmetz)
Ruma war ein nabatäischer Steinmetz, der im ersten Jahrhundert in der arabischen Stadt Hegra tätig war.
Er wird inschriftlich auf zwei Fassaden von Treppengräbern in Hegra zusammen mit Abd’obodat als verantwortlicher Steinmetz genannt. Nach den Inschriften wurden beide im 40. Jahr des nabatäischen Königs Aretas IV. erbaut, weshalb die Schaffenszeit Rumas das Jahr 31/32 n. Chr. umfasst haben muss. Da er die Fassaden zusammen mit Abd’obodat signierte, wird Ruma zu den Mitgliedern seiner Werkstatt gezählt. Er gilt damit als einer der ältesten Vertreter einer der beiden Hauptschulen der Steinmetze in Hegra.